# Су-27 Фланкер 2.0
«Су-27 Фланкер 2.0» (сокр. «Фланкер 2.0», англ. Flanker 2.0) — компьютерная игра в жанре авиасимулятора, в которой игроку даны в управление 2 самолёта: Су-27 и Су-33. Игра выпущена 30 сентября 1999 года, разработка велась российской компанией Eagle Dynamics, издателем выступила Strategic Simulations, Inc.. Предыдущей частью серии является «Су-27 Фланкер», а следующей — «Су-27 Фланкер 2.5».

## Игровой процесс
«Су-27 Фланкер 2.0» — авиасимулятор. В игре представлены два самолёта: Су-27 и Су-33. Игра крайне точно симулирует эти машины, из-за чего является довольно сложной, в особенности для людей, не игравших в другие части «Фланкера». Управление идёт из предыдущей части — «Су-27 Фланкер».
В отличие от других авиасимуляторов, в этой игре ракетные системы ПВО представляют огромную опасность для игрока, что частично является внутриигровой ошибкой.
В игре очень мало внутриигровых ошибок.

## Системные требования
Для своего времени «Су-27 Фланкер 2.0» была крайне требовательной игрой: для игры на максимальных настройках графики нужен был мощный компьютер.
|            | Минимальные      | Рекомендуемые     |
| ---------- | ---------------- | ----------------- |
| Процессор  | Intel Pentium II | Intel Pentium III |
| ОЗУ        | 64 МБ            | 128 МБ            |
| Видеокарта | 3Dfx (16 МБ)     | Voodoo 3 (32 МБ)  |

## Оценки
| Сводный рейтинг       | Сводный рейтинг |
| Агрегатор             | Оценка          |
| --------------------- | --------------- |
| GameRankings          | 83,00 %         |
| Metacritic            | 81/100          |
| Иноязычные издания    |                 |
| Издание               | Оценка          |
| Eurogamer             | 7/10            |
| GameSpot              | 8,7/10          |
| IGN                   | 7,0/10          |
| Русскоязычные издания |                 |
| Издание               | Оценка          |
| Absolute Games        | 90 %            |
| «Игромания»           | 8,9/10          |
| «НИМ»                 | 8,9/10          |

Игра получила «в основном положительные отзывы», согласно сайту-агрегатору Metacritic.